# صدف ایسلندی
صدف ایسلندی (نام علمی: Arctica islandica) نام یک گونه از راسته صدف‌های سفت‌پوسته است.